# Elena Glebova

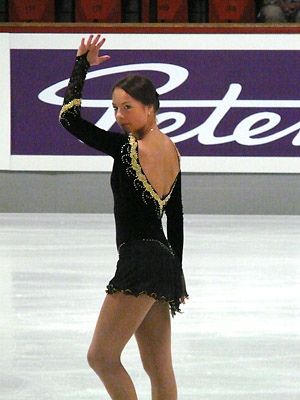
Elena Glebova tijdens de Nebelhorn Trophy 2007

Elena Glebova (Tallinn, 16 juni 1989) is een Estse kunstschaatsster, woonachtig in de Verenigde Staten.
Glebova is actief als soliste en wordt momenteel gecoacht door Igor Krokavec. Voorheen door onder anderen door Irina Kononova, Anna Levandi, Craig Maurizi en Nikolai Morozov.

## Persoonlijke records
| records             | punten | datum      | toernooi |
| ------------------- | ------ | ---------- | -------- |
| Hoogste totaalscore | 155.71 | 17-01-2014 | EK       |
| Hoogste korte kür   | 055.90 | 27-03-2009 | WK       |
| Hoogste vrije kür   | 101.03 | 17-01-2014 | EK       |

## Belangrijke resultaten
| Kampioenschap           | 02/03 | 03/04 | 04/05 | 05/06  | 06/07 | 07/08 | 08/09 | 09/10 | 10/11 | 11/12 | 12/13 | 13/14 |
| ----------------------- | ----- | ----- | ----- | ------ | ----- | ----- | ----- | ----- | ----- | ----- | ----- | ----- |
| Olympische Spelen       |       |       |       | 28e    |       |       |       | 21e   |       |       |       | 29e   |
| Wereldkampioenschap     |       |       | 33e   |        | 18e   | 15e   | 16e   | 21e   | 22e   | 13e   | 16e   | 26e   |
| Europees Kampioenschap  |       |       | 26e   | 15e    | 12e   |       | 12e   | 10e   |       | 11e   | 13e   | 07e   |
| Nationaal Kampioenschap |       | Goud  | Goud  | Zilver | Goud  |       | Goud  | Goud  | Brons | Goud  | Goud  |       |
| WK junioren             |       | 27e   | 20e   | 11e    | 6e    | 11e   |       |       |       |       |       |       |
| NK Junioren             | Brons |       |       |        |       |       |       |       |       |       |       |       |